# Épite
Pour les articles homonymes, voir Coignet.
Une épite ou coignet est un terme de marine désignant une petite cheville en forme de coin utilisée à l'extrémité d'une gournable pour la bloquer,. Les gournables sont fendues préalablement pour recevoir une épite.
Une épite peut aussi avoir une forme ronde ou carrée et utilisée pour boucher un trou dans le bordage ou une pièce de bois,. Pour une grande épite servant à boucher un trou, on parle de romaillet.